# Axiomas de Blum
Na teoria da complexidade computacional, os axiomas de Blum ou axiomas de complexidade de Blum são axiomas  que especificam propriedades desejáveis de medidas de complexidade no conjunto de funções computáveis. Os axiomas foram inicialmente definidos por Manuel Blum em 1967.
É importante ressaltar que os teoremas da aceleração e do intervalo se mantêm para qualquer medida de complexidade que satisfaz estes axiomas. As medidas mais conhecidas que satisfazem estes axiomas são as medidas de tempo (ou seja, tempo de execução) e espaço (ou seja, uso de memória).

## Definições
Uma medida de complexidade de Blum é uma tupla {\displaystyle (\varphi ,\Phi )} com {\displaystyle \varphi } um número de Gödel das funções computáveis parciais {\displaystyle \mathbf {P} ^{(1)}} e uma função computável
{\displaystyle \Phi :\mathbb {N} \to \mathbf {P} ^{(1)}}
que satisfaz os seguintes axiomas de Blum. Nós escrevemos {\displaystyle \varphi _{i}} para a i-ésima função computável parcial sob o número de Gödel {\displaystyle \varphi }, e {\displaystyle \Phi _{i}} para a função computável parcial {\displaystyle \Phi (i)}.
- o domínio de {\displaystyle \varphi _{i}} e o domínio de  {\displaystyle \Phi _{i}} é idêntico.
- o conjunto {\displaystyle \{(i,x,t)\in \mathbb {N} ^{3}|\Phi _{i}(x)=t\}} é recursivo.

### Exemplos
- {\displaystyle (\varphi ,\Phi )} é uma medida de complexidade, se {\displaystyle \Phi } é ou o tempo ou a memória (ou ainda, alguma combinação aceitável dos mesmos) necessária para a computação codificada por i.
- {\displaystyle (\varphi ,\varphi )} não é uma medida de complexidade, uma vez que não satisfaz o segundo axioma.

## Classes de complexidade
Para uma função computável total {\displaystyle f}, as classes de complexidade das funções computáveis podem ser definidas como
{\displaystyle C(f):=\{\varphi _{i}\in \mathbf {P} ^{(1)}|\forall x\Phi _{i}(x)\leq f(x)\}}
{\displaystyle C^{0}(f):=\{h\in C(f)|\mathrm {codom} (h)\subseteq \{0,1\}\}}
{\displaystyle C(f)} é o conjunto de todas as funções computáveis com uma complexidade menor do que {\displaystyle f}. {\displaystyle C^{0}(f)} é o conjunto de todas as funções booleanas com uma complexidade menor do que {\displaystyle f}. Se nós considerarmos essas funções como funções indicadoras sobre conjuntos, {\displaystyle C^{0}(f)} pode ser pensada como uma classe de complexidade de conjuntos.